# おとこ鷹
『おとこ鷹』（おとこだか）は子母澤寛作の小説、およびそれを原作としたテレビドラマ。

父子鷹の続編として 1960年6月から1961年10月まで読売新聞に連載、1961年12月に文藝春秋新社（現・文藝春秋）に同名タイトルに刊行、1962年2月に同社に「おとこ鷹・完結編」として刊行された。

1964年に新潮文庫として刊行、2008年に同文庫として復刊された。

## テレビドラマ
関西テレビ制作、フジテレビ系列にて1972年10月1日から12月31日まで毎週日曜21:30～22:25に放送された番組。小西酒造が一社提供していた。この番組をきっかけに1972年10月1日から1973年9月30日まで21:30から55分番組となった。本作は前番組の父子鷹の続編であり、出演者や制作スタッフも前作とほぼ同じである。全13話。

### キャスト
- 勝麟太郎：浜畑賢吉
- 勝小吉：若林豪
- 勝民子（おたみ）：小林千鶴子
- 勝信子（お信）：渡辺美佐子
- 勝順子（お順）：木内みどり
- 都甲老人：有島一郎
- 高野長英：高松英郎
- 日下武史
- 荒木雅子
- 岸部シロー
- 関口宏
- 木の実ナナ
- 伊吹吾郎
- 石山律
- 東野孝彦
- 鉄五郎：下元勉
- 大久保右近将監：本郷功次郎

### スタッフ
- 原作：子母澤寛
- 脚本：結束信二
- 演出：内海佑治、岡林可典
- 制作：関西テレビ

### サブタイトル
| 各話   | 放送日         | サブタイトル     | 演出     |
| ------ | -------------- | ---------------- | -------- |
| 第1話  | 1972年10月1日  | 炎の脱牢         | 内海佑治 |
| 第2話  | 1972年10月8日  | おみくじの願い   | 内海佑治 |
| 第3話  | 1972年10月15日 | 暗殺             | 内海佑治 |
| 第4話  | 1972年10月22日 | 蛇の目傘         | 内海佑治 |
| 第5話  | 1972年10月29日 | 別れ             | 内海佑治 |
| 第6話  | 1972年11月5日  | 娘たち           | 岡林可典 |
| 第7話  | 1972年11月12日 | 縁談             | 岡林可典 |
| 第8話  | 1972年11月19日 | 婚約             | 岡林可典 |
| 第9話  | 1972年11月26日 | オルゴール       | 内海佑治 |
| 第10話 | 1972年12月3日  | ごきげんよう     | 内海佑治 |
| 第11話 | 1972年12月10日 | ビスケットと鉄砲 | 内海佑治 |
| 第12話 | 1972年12月17日 | 新式連発銃       | 内海佑治 |
| 第13話 | 1972年12月24日 | 小吉の死         | 内海佑治 |
| 第14話 | 1972年12月31日 | 父子鷹（総集編） | 内海佑治 |

| フジテレビ系列 日曜21:30 - 22:25枠                                                       | フジテレビ系列 日曜21:30 - 22:25枠      | フジテレビ系列 日曜21:30 - 22:25枠 |
| 前番組                                                                                   | 番組名                                  | 次番組                             |
| ---------------------------------------------------------------------------------------- | --------------------------------------- | ---------------------------------- |
| 父子鷹 （21:30～22:00）夜のグランドショー （22:00 - 22:41） 【ここまでフジテレビ制作枠】 | おとこ鷹 【当番組より関西テレビ制作枠】 | 川端康成名作シリーズ               |
| 関西テレビ制作・フジテレビ系列 白雪劇場                                                  |                                         |                                    |
| 父子鷹                                                                                   | おとこ鷹                                | 川端康成名作シリーズ               |